# Stenostomum kepneri
Stenostomum kepneri är en plattmaskart. Stenostomum kepneri ingår i släktet Stenostomum och familjen Stenostomidae. Inga underarter finns listade i Catalogue of Life.